# Birch
Birch je priimek več oseb:
- Arthur John Birch, avstralski kemik
- Hans Birch Dahlerup, danski mornariški častnik
- Peter Birch, irski rimskokatoliški škof